# La Audiencia
La Audiencia är en ort i Mexiko.   Den ligger i kommunen Tonatico och delstaten Mexiko, i den sydöstra delen av landet, 90 km sydväst om huvudstaden Mexico City. La Audiencia ligger 1 741 meter över havet och antalet invånare är 398.
Terrängen runt La Audiencia är kuperad, och sluttar söderut. Runt La Audiencia är det ganska tätbefolkat, med 120 invånare per kvadratkilometer. Närmaste större samhälle är Ixtapan de la Sal, 6,1 km nordväst om La Audiencia. I omgivningarna runt La Audiencia växer huvudsakligen savannskog.